# ジャン＝エメ・ド・シャヴィニー
ジャン＝エメ・ド・シャヴィニー(Jean-Aimé de Chavigny, 生没年は後述）はルネサンス期フランスの詩人であるが、現在ではむしろ医師・占星術師ノストラダムスの秘書（あるいは弟子）として知られる。彼はもともとジャン・シュヴィニャール（Jean Chevignard）という名で、のちにジャン・ド・シュヴィニー（Jean de Chevigny）と改称し、さらに1581年頃からジャン＝エメ・ド・シャヴィニーと名乗った。

## 生涯
広く流布した説によれば、シャヴィニーは1524年頃に生まれ、神学と法学の博士号を取得したあと1548年にボーヌ市の市長となり、ノストラダムスが『予言集』を執筆する少し前（1554年頃）に、市長職を捨ててノストラダムスに弟子入りしたという。また、シャヴィニーは1566年7月1日夜にノストラダムスの生前最後の姿を見たのは自分で、予言めいた言葉をかけられたと語っている。そして1604年 に没したという。
だが、地方史家ベルナール・シュヴィニャールらの調査の結果、市長になるあたりまでの経歴（生年も含む）は、18世紀になって何の史料的裏付けもなしに形成された虚像であることが明らかになっている。そもそも、当時のフランスでは24歳で市長になった例はないという指摘もある。通説に批判的な立場の論者は、実際のシャヴィニーの出生データを1536年1月23日ボーヌ生まれとしている。これは、1561年にシャヴィニー自身がノストラダムスにあてた手紙の中で、自分を占ってもらうために述べたものである。シュヴィニャールの研究では、シャヴィニーの家は代々鞘商人（鞘製造業者）であったという。また、学歴についてはモンペリエ大学で医学博士号を取得したことが裏付けられるという指摘もある（当時のモンペリエ大学の学生簿などを調査したV.-L. ソーニエによる）。
シャヴィニーが1554年以降ノストラダムスのそばにいたことにも疑問が投げかけられている。それによれば、シャヴィニーは1556～1557年にはパリに上京し1560年頃までジャン・ドラの下でギリシャ語を学んでおり、実際にノストラダムスの秘書となったのは前出の手紙のあと、1561年夏ごろとされる（その頃、ノストラダムスが顧客あての手紙に最近新しく若いフランス人秘書を雇ったと述べていることがその傍証とされる）。
ノストラダムスを最後に見たという話についても、疑問が投げかけられている。ノストラダムスが死ぬ少し前に口述した遺言書（これには家族への遺産配分のみでなく、教会への寄付や町の貧者への施しにまで言及がある）にはシャヴィニーへの言及が全くなく、本当に1566年にノストラダムスのそばにいたかが確認できないためである。
なお、没年については1604年説が多く採られているものの、これについても否定的な見解が出されている。シャヴィニーの著作の中には、1605年10月の日食を見たことが書かれているからである。史料的に裏付けられる形での没年は分かっていない。

## 作品
下記著作の他、多くの文献に詩を寄せている（ベルナール・シュヴィニャールの調査では、1555年から1608年に出された20冊の文献の中で彼の詩を確認できるという）。その中には、ノストラダムスの暦書が含まれている一方で、ノストラダムスに便乗した占星術師コルモペードの暦書も含まれている。

### ジャン・ド・シュヴィニー名義
- 訳書『1570年7月20日にパリで生まれたアンドロギュノス L'androgyne né à Paris le 21 juillet 1570』（リヨン、1570年）
- 『アストライア讃歌 Hymne de l’Astrée』（リヨン、1570年）
この著作は現存しない。いくつかの状況証拠から、カトラン・フォルチュネの著作の可能性を疑われている。

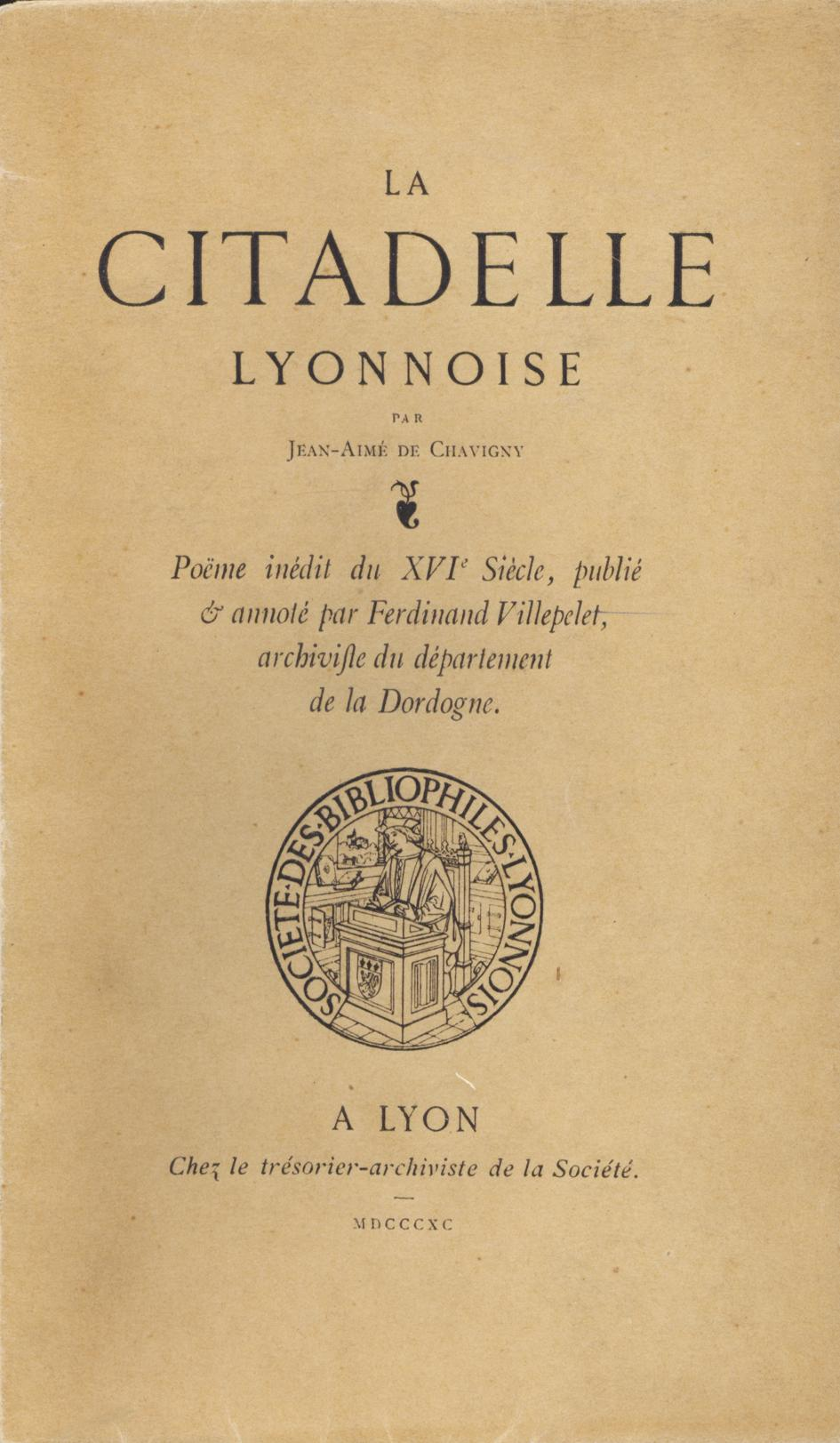
『リヨンの城砦』（1890年）のタイトルページ。

以下の3点はアントワーヌ・デュ・ヴェルディエの書誌（1585年）でジャン・ド・シュヴィニーの未公刊の手稿として言及されているものである。
- 『リヨンの城砦 La Citadelle Lyonnoise』
これは1890年にリヨンで出版されたが、この手稿の本来の著者はカトラン・フォルチュネである。
- 『傑出した君主ジャック・ド・サヴォワの讃歌 Hymne de tres-illustre Prince Jacques de Savoye』
- 『ガラテアとドリス。リュシアンの対話 Galatée et Doris, Dialogue de Lucien』
この2つの手稿は行方不明である。上記のケース同様、フォルチュネの手稿の可能性も指摘されている。

### ジャン＝エメ・ド・シャヴィニー名義
- 『アントワーヌ・フィアンセ氏の極めて惜しまれる死に寄せる、ボーヌのジャン＝エメ・ド・シャヴィニーの涙と悲嘆 Les larmes et souspirs de Jean Aimé de Chavigny Beaunois, sur le trespas tres-regretté de M. Antoine Fiancé Bizontin 』（パリ、1582年）

- 『ミシェル・ド・ノートルダム師の散文体の予兆集成 Recueil des Presages Prosaiques de M. Michel de Nostredame』（手稿、1589年）
これは公刊されたものではないが、シャヴィニーが集めることができたノストラダムスの「暦書」類の内容を年代順にまとめ上げたものである。長らく所在不明であったが、1990年にディジョンの一市民が私蔵していたことが判明し、リヨン市立図書館が買い取った。

- 『フランスのヤヌスの第一の顔 La Premiere Face de Janus François』（リヨン、1594年）
ガリカデジタル図書館（フランス国立図書館）で公開されている。ノストラダムスの『百詩篇集』『予兆集』を、1534年から1589年までの事件に当てはめる形で解釈したもの。ノストラダムス予言に対する最初の（信奉者の側の）体系的注釈といえるが、現代の一般的な注釈と異なり未来予測に重点を置くものではない。この本の冒頭にはノストラダムスの伝記が添えられている。その中には不正確な記述も散見されるが、後代のノストラダムス像の形成に大きな影響を及ぼした。ヤヌス(双面神)のタイトルどおり「第二の顔」を出す予定もあったようだが、結局刊行されることはなかった。

- 以下の2つは『フランスのヤヌスの第一の顔』の一部を抜粋した再編集版である。
  - 『非常に傑出し、かつ勇敢なる君主ナヴァル王アンリ・ド・ブルボンがフランス王位に御即位なさったことの予言 Prognostication de l’advenement à la couronne de France de tres illustre & tres genereux Prince Henry de Bourbon Roy de Navarre…』（パリ、1595年）
  - 『故ミシェル・ド・ノストラダムス師の百詩篇集と占筮に関するボーヌのド・シャヴィニー殿の注釈 Commentaires du Sr. de Chavigny Beaunois sur les Centuries et Prognostications de feu M. Michel de Nostradamus 』（パリ、1596年）

- 『ボーヌのド・シャヴィニー殿の七星集 Les Pleiades du Sieur de Chavigny, Beaunois』（リヨン、1603年）
七部構成になっている。タイトルはそれをプレアデス星団になぞらえたもの。1606年に増補版が刊行された。1607年までに他に2回版を重ねた（1607年版はガリカデジタル図書館（フランス国立図書館）で公開されている）。なお、第1部・第2部の原型と位置づけられている手稿が現存している。

- 『トルコに関する教訓的言説 Discours parenetique sur les choses turques』（リヨン、1606年）
同じ年に『七星集』の増補版にも組み込まれた。ガリカデジタル図書館（フランス国立図書館）で公開されている。